# روست (دهانه)
روست یک دهانه برخوردی در ماه‌ است.

## دهانه‌های اقماری
این دهانه ۵ دهانه اقماری دارد.
| Rost | عرض جغرافیایی | طول جغرافیایی | قطر          |
| ---- | ------------- | ------------- | ------------ |
| A    | ۵۶.۵° S       | ۳۶.۷° W       | ۳۹.۰ کیلومتر |
| B    | ۵۴.۶° S       | ۳۶.۰° W       | ۲۱.۰ کیلومتر |
| M    | ۵۵.۵° S       | ۳۱.۴° W       | ۲۶.۰ کیلومتر |
| D    | ۵۶.۶° S       | ۳۰.۹° W       | ۲۹.۰ کیلومتر |
| N    | ۵۷.۲° S       | ۳۳.۰° W       | ۶.۰ کیلومتر  |